# Davis Roberts
Davis Roberts wł. Robert A. Davis (ur. 7 marca 1917 w Mobile, w stanie Alabama, zm. 18 lipca 1993 w Chicago) – amerykański aktor charakterystyczny.
Jego kariera aktorska trwała blisko pięćdziesiąt lat od późnych lat 40. do śmierci w 1993. Zaczął pracę jako producent filmów, a w następnych dekadach grał role filmowe i pracował w telewizji. Do jego najbardziej znanych ról należą: rola dr. Caldwella w sitcomie Sanford and Son oraz rola Doca w Nowej serii Alfred Hitchkock przedstawia (odcinek 8 sezonu I pt. Ostatnia ucieczka). Znany jest też z filmów: Świat Dzikiego Zachodu (1973), Diabelskie nasienie (1977) oraz Zabójcy (1964).
Zmarł w domu swojego brata Charlesa 18 lipca 1993 na rozedmę płuc w wieku 76 lat.